# Жерик

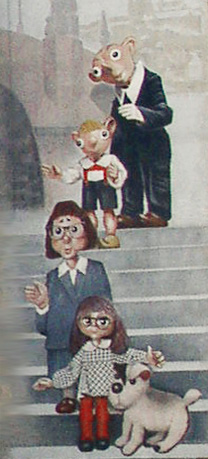
Спейбл, Гурвинек, Катержина Говоркова, Маничка и пёс Жерик

Жерик (чеш. Žeryk) — кукольный персонаж, созданный Йосефом Скупой и Густавом Носеком в 1930 году. Пёс Спейбла и Гурвинека, один из актёров труппы Театра Спейбла и Гурвинека. Единственное животное в труппе театра.

## История
Дебют персонажа состоялся 19 апреля 1930 года в спектакле «Весенний обзор Гурвинека» (чеш. Hurvínkovy jarní revue), где вместе с ним дебютировал ещё один персонаж — Маничка. Первым актёром, озвучившим собаку, стал его «отец» Густав Носек (чеш. Gustav Nosek). Позже героя озвучивали Францишек Флайшанц (чеш. František Flajšhanz) и Мирослав Черный (чеш. Miroslav Černý). На сегодняшний день его озвучивает Мирослав Полак (чеш. Miroslav Polák).
16 августа 2013 года Мирослава Полака не стало.

## Характер
Жерик только лает, подчёркивая этим иллюстрацию истории. Иногда его интерпретации играют достаточно важную роль. В некоторых постановках лай Жерика может признать правоту того или иного персонажа так, что детская аудитория сможет понять.

## Мультфильмы
В полнометражном мультфильме «Гурвинек: Волшебная игра» он носил имя Джерри и являлся одним из важных для сюжета второстепенных персонажей.